# Kim Seo-hyung
Kim Seo-hyung (김서형?, Gim Seo-hyeongLR; Gangneung, 28 ottobre 1973) è un'attrice sudcoreana.

## Filmografia

### Cinema
- Jjikhimyeon jungneunda (찍히면 죽는다), regia di Kim Gi-hun e Kim Jong-seok (2000)
- Bésame mucho (베사메무쵸), regia di Jeon Yun-soo (2001)
- Over the Rainbow (오버 더 레인보우), regia di Ahn Jin-woo (2002)
- Joh-eun saram iss-eumyeon sogesikyeochwo (좋은 사람 있으면 소개시켜 줘), regia di Mo Ji-eun (2002)
- Mas-itneun sekseu, geurigo sarang (맛있는 섹스, 그리고 사랑), regia di Bong Man-dae (2003)
- Yeogogoedam 4 - Moksori (여고괴담 4: 목소리), regia di Choi Ik-hwan (2005)
- Eoneunal gapjagi du beonjjae i-yagi (어느날 갑자기 두 번째 이야기 - 네 번째 층), regia di Kwon Il-soo (2006)
- Jjakpae (짝패), regia di Ryoo Seung-wan (2006)
- Black House (검은 집), regia di Shin Tae-ra (2007)
- Maenbar-ui kkum (맨발의 꿈), regia di Kim Tae-kyun (2010)
- Jug-igo sip-eun (죽이고 싶은), regia di Kim Sang-hwa e Jo Won-hee (2010)
- Inryumyeolmangbogoseo (인류멸망보고서), regia di Kim Ji-woon e Yim Pil-sung (2012)
- Wedding Ceremony (웨딩 세레모니), regia di Jang Yeong-rok – cortometraggio (2012)
- The Berlin File (베를린), regia di Ryoo Seung-wan (2013)
- Soseol, yeonghwa-wa mannada (소설, 영화와 만나다), registi vari (2013)
- Bom (봄), regia di Cho Geun-hyun (2014)
- L'assassina (악녀), regia di Jung Byung-gil (2017)

### Televisione
- Nae-ir-eun sarang (내일은 사랑) – serie TV (1994)
- Ttalbujatjip (딸부잣집) – serie TV (1994-1995)
- Changgong (창공) – serie TV (1995)
- Haengbokhan achip (행복한 아침) – serie TV (1997)
- Naneun dallinda (나는 달린다) – serie TV (2003)
- Pari-ui yeon-in (파리의연인) – serie TV (2004)
- Gutse-eo-ra Geum Soon-ah (굳세어라 금순아) – serie TV (2005)
- Green Rose (그린 로즈) – serie TV (2005)
- Yeon-in-i-yeo (연인이여) – serie TV (2007)
- Anae-ui yuhok (아내의 유혹) – serie TV (2008-2009)
- Giant (자이언트) – serie TV (2010)
- Salaryman chohanji (샐러리맨 초한지) – serie TV (2012)
- Neongkuljjae gulleo-on dangsin (넝쿨째 굴러온 당신) – serie TV (2012)
- Eommaga mwogillae (엄마가 뭐길래) – serie TV (2012)
- Banggwa hu bokbulbok (방과 후 복불복) – serie TV (2013)
- Gi hwanghu (기황후) – serie TV (2013)
- Gaegwachonseon (개과천선) – serie TV (2014)
- Assembly (어셈블리) – serie TV (2015)
- Good Wife (굿 와이프) – serie TV (2016)
- Eurachacha Waikiki (으라차차 와이키키?) – serie TV, episodio 4 (2018)
- Iri-wa an-ajwo (이리와 안아줘?) – serie TV (2018)
- All Mine (마인?, Ma-inLR) – serie TV (2021)